# Ipomopsis guttata
Ipomopsis guttata är en blågullsväxtart som först beskrevs av Asa Gray, och fick sitt nu gällande namn av R. Moran. Ipomopsis guttata ingår i släktet Ipomopsis och familjen blågullsväxter. Inga underarter finns listade i Catalogue of Life.